# Morelia boeleni
Morelia boeleni là một loài rắn trong họ Pythonidae. Loài này được Brongersma mô tả khoa học đầu tiên năm 1953.

## Hình ảnh

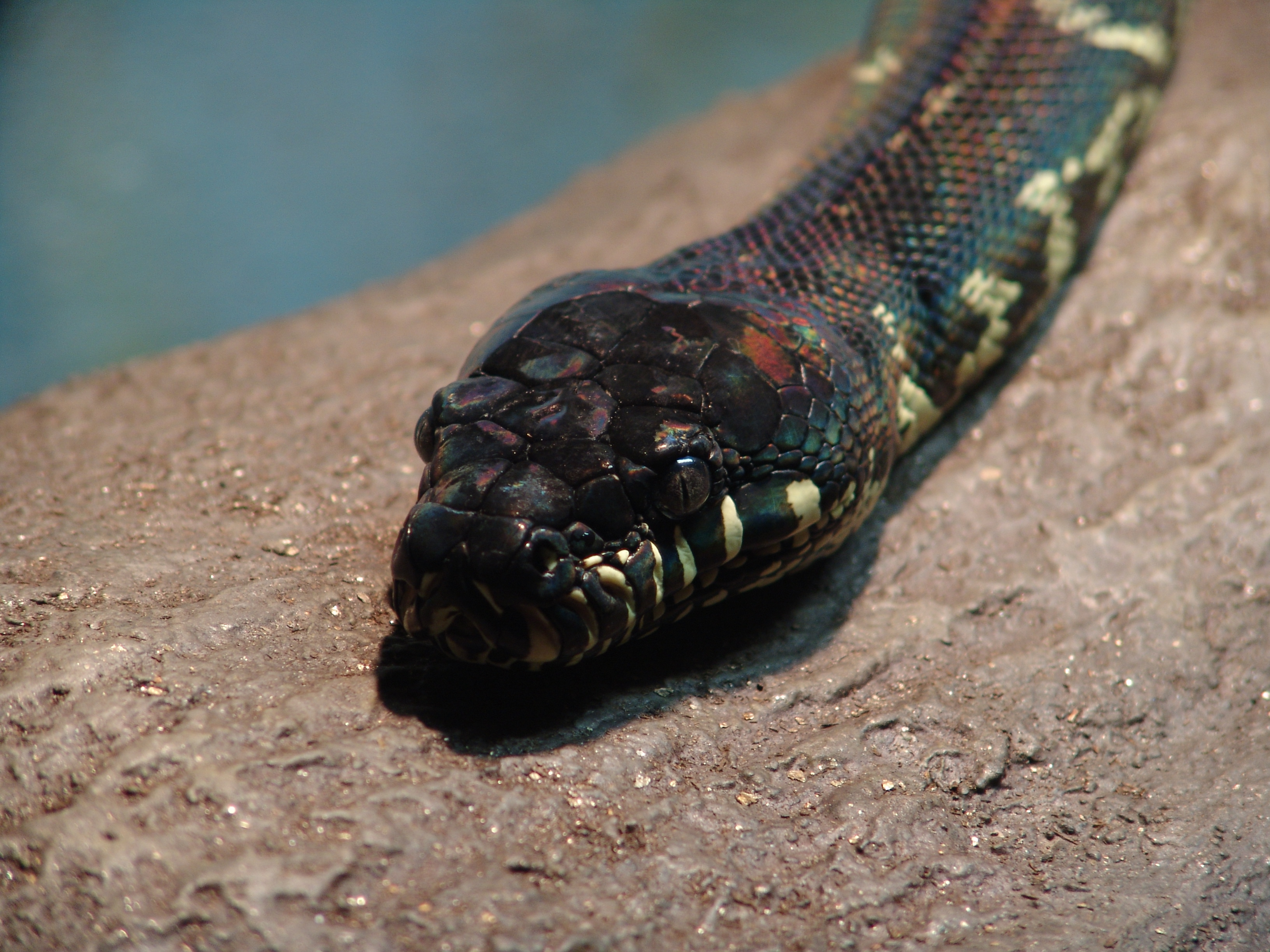
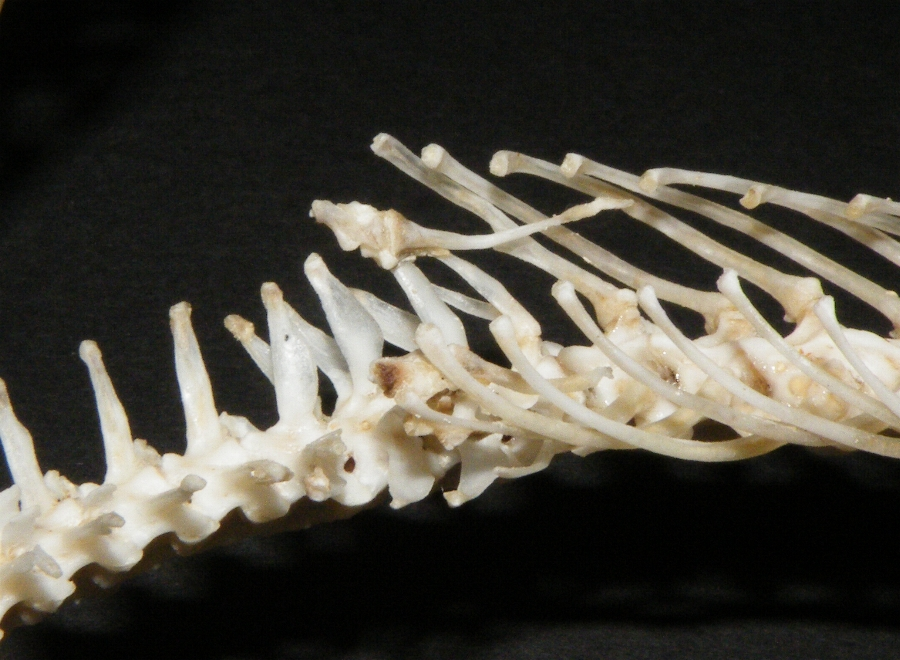
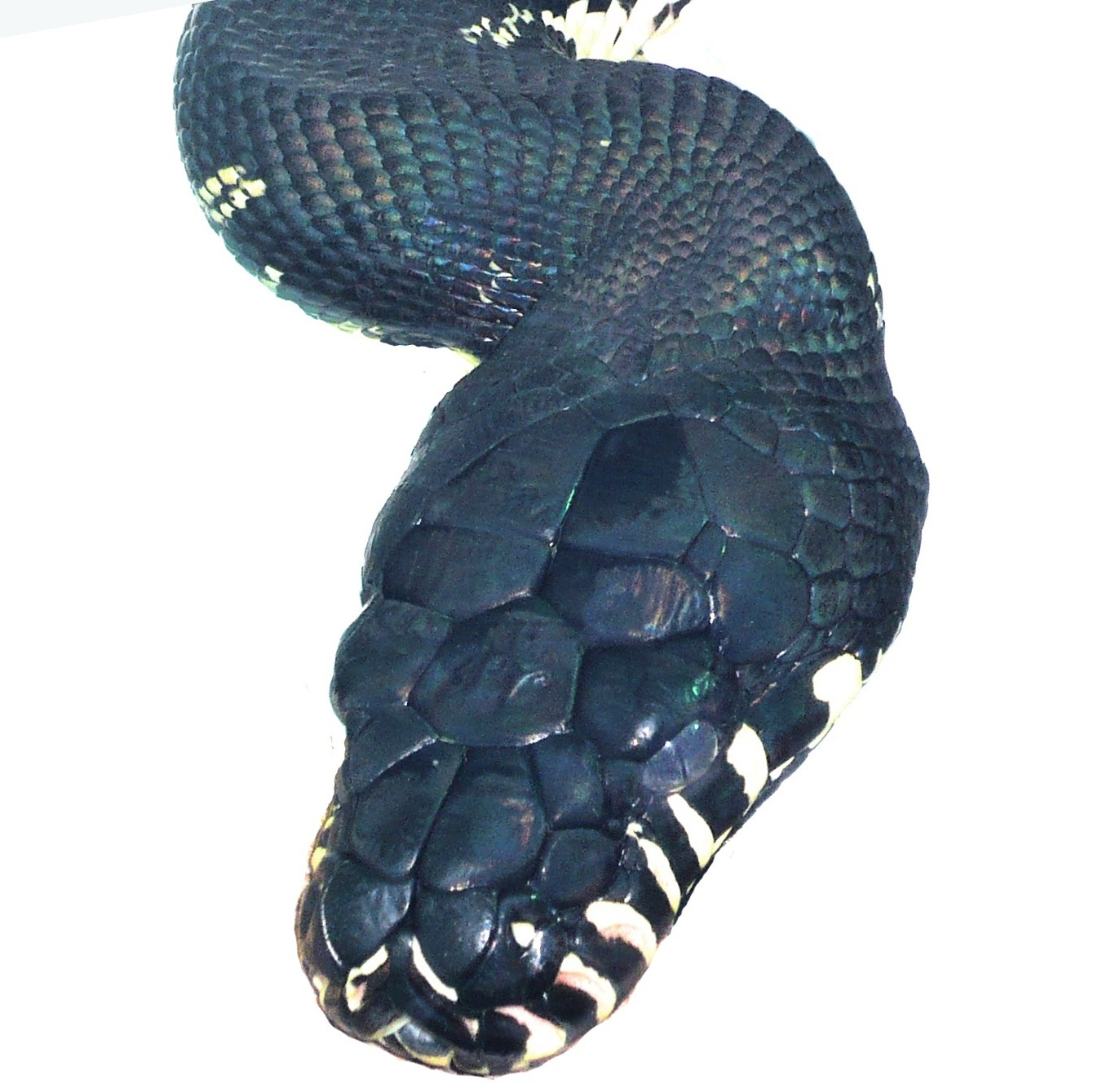
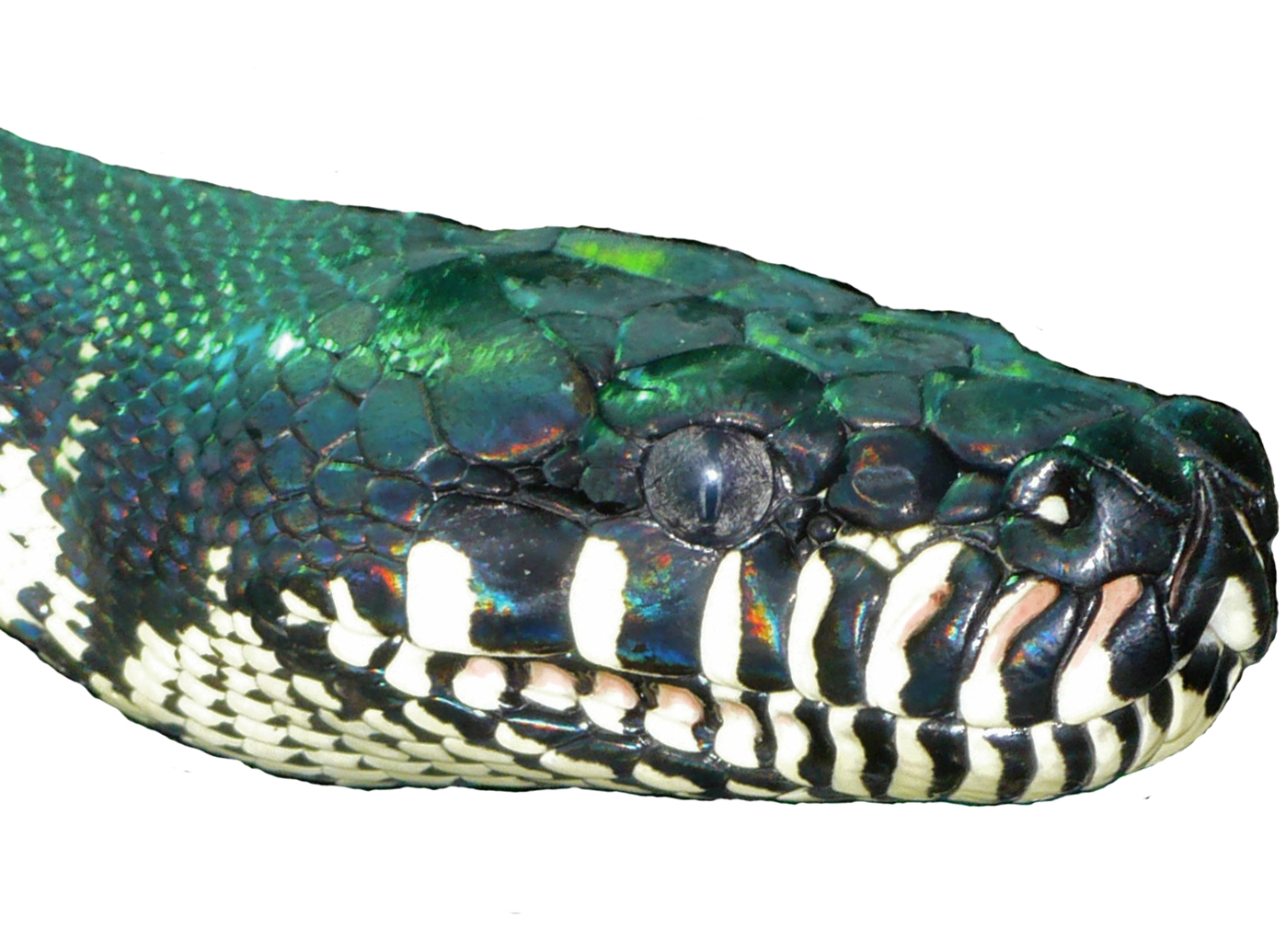
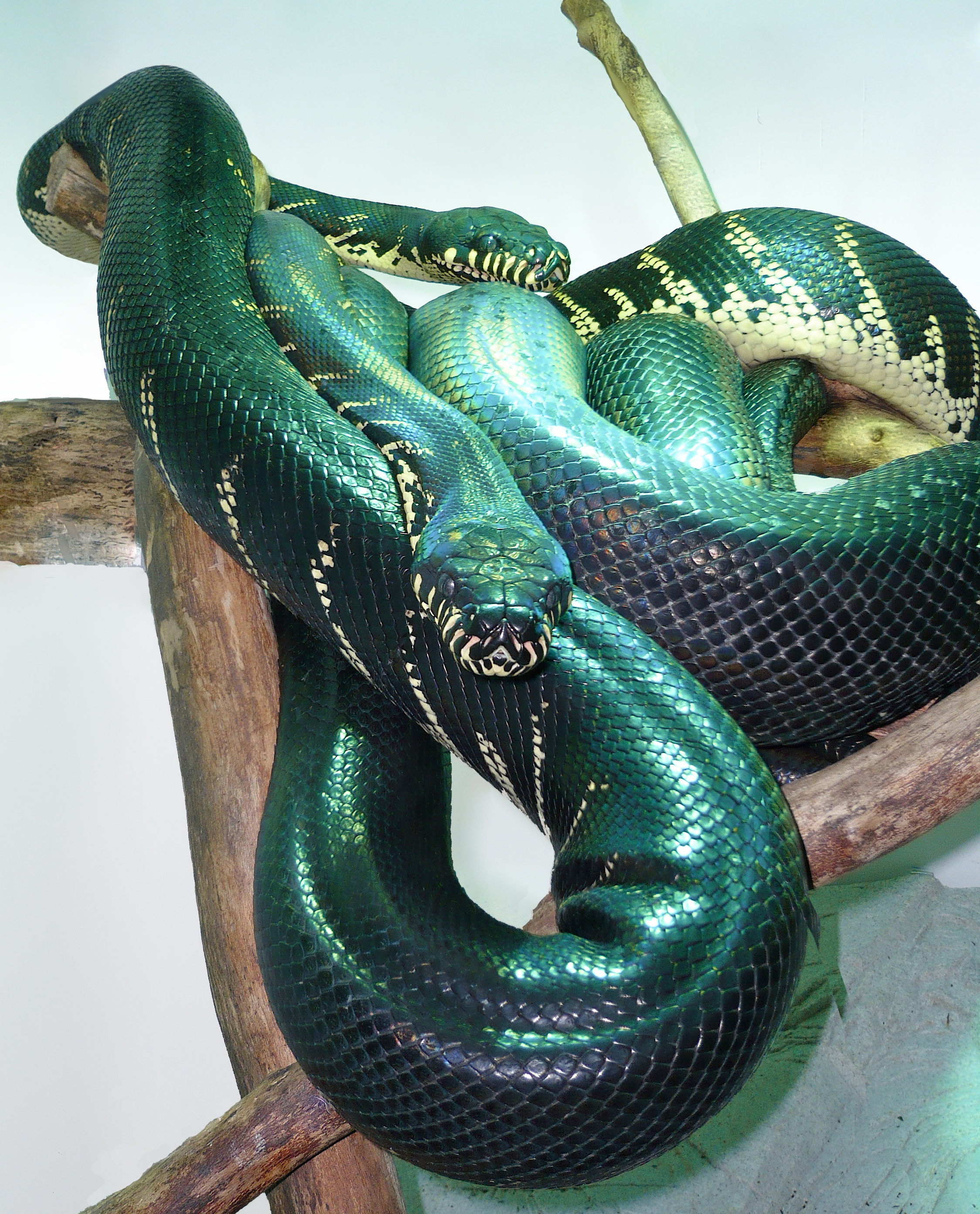